# 吉普斯兰大蚯蚓
吉普斯兰大蚯蚓（Megascolides australis），或称澳洲巨型蚯蚓，是澳大利亚的1,000余种本地蚯蚓之一。

## 简介
这种巨型蚯蚓平均有1（3.3英尺）长，平均直径为2（0.79英寸），最长可达3（9.8英尺）為世界上最大的蚯蚓之一，平均重量为200克（0.44英磅）。 它们的身体呈深紫色或蓝灰色,约有 300 至 400 个体节。

## 生态
它们主要分布在澳大利亚维多利亚州吉普斯兰地区，生活在河流的蓝色、灰色或红色土壤的底土之中。 在无脊椎动物中，它们拥有较长的寿命，平均需要5年才能长为成体。它们在温暖的季节繁殖，并在洞穴中产出4（1.6英寸）到7（2.8英寸）的蚯蚓卵，蚯蚓卵会在12个月内孵化，刚出生的蚯蚓长约20（7.9英寸）。
和大多数在表层土壤中活动的蚯蚓不同，吉普斯兰大蚯蚓几乎一直住在52（20英寸）深的地下洞孔中，并将蚯蚓砂沉积在那里，通常只有大雨才能够冲走。它们大多数时候行动缓慢，不过在快速通过它们挖掘的洞孔时，会发出一些声响，从而让它们能够被探测到。

## 受威胁状态
吉普斯兰大蚯蚓的群落很小而且孤立， 该物种的低繁殖率和缓慢的成熟速度使其种群较为脆弱。 它们的自然栖息地是草原，虽然在牧场中也能生存， 但耕作、大量放牧造成的排泄物都可能影响到它们的种群。吉普斯兰大蚯蚓需要湿润的土壤才能茁壮成长，致密的植被对保持土壤湿度不利，因此也对它们的栖息地造成负面影响。目前对吉普斯兰大蚯蚓尚未实现人工养殖。

## 旅游价值
当地利用对吉普斯兰大蚯蚓的兴趣发展旅游业，在 Korumburra 有一个叫做 Karmai 的专门节日，而在 Bass 举办巨型蚯蚓博物馆。